# StEG II 203"–204"
Die StEG II 203"–204" waren Tenderlokomotiven der Staats-Eisenbahn-Gesellschaft (StEG), einer privaten Eisenbahngesellschaft Österreich-Ungarns.
Von diesen zweifach gekuppelten Lokomotiven wurden 1884 zwei Stück von der Maschinenfabrik Christian Hagans in Erfurt geliefert.
Sie hatten Innenrahmen und Außensteuerung.
Ursprünglich für die Lokalbahn Bisenz–Gaya beschafft, kamen sie später auf der Lokalbahn Klein Schwechat–Mannersdorf zum Einsatz. 
Sie bekamen bei der StEG, die die Lokalbahnen erworben hatte, die Nummern 203–204 in Zweitbesetzung, da die Fahrzeuge, die zuvor diese Nummern hatten, die von der k.k. Südöstlichen Staatsbahn stammenden SöStB – Gyula bis Monostor, bereits ausgemustert worden waren.
Im dritten Schema der StEG erhielten sie 1897 die Bezeichnung 20001–20002.
Nach der Verstaatlichung der StEG 1909 bekamen die Fahrzeuge die Nummern 283.01–02, wurden jedoch bald ausgemustert.